# Síndrome de Couvade
El síndrome de Couvade o síndrome de covada (también llamado embarazo simpático), cuyo nombre proviene de la palabra couver que en francés significa incubar o criar, afecta a algunos padres (hombres) durante el embarazo de la mujer. También se manifiesta en personas cercanas a la embarazada, con la aparición de los síntomas del embarazo propios de la mujer gestante.
El síndrome de Couvade puede aparecer en los hombres alrededor del tercer mes de embarazo o cercano al parto. La probabilidad de experimentarlo es del 10% si el embarazo es normal y del 25% si es un embarazo donde se pueden dar riesgos, en mayor o menor grado y aparte de los síntomas de embarazo pueden experimentar celos, temores por la llegada de un hijo.

## Síntomas
Algunos síntomas que pueden aparecer en el hombre que sufre este síndrome pueden ser:
- Aumento de peso
- Antojos
- Mayor sensibilidad e irritabilidad
- Dolor de muelas
- Calambres
- Náuseas y mareos
- Dolor abdominal
- Rechazo por el sabor de ciertas comidas.